# Fabienne Despot
Pour les articles homonymes, voir Despot.
Fabienne Despot, née Crettenand le 29 mai 1965 à Martigny, est une personnalité politique suisse, membre de l'Union démocratique du centre (UDC).

## Biographie
Fabienne Despot naît Fabienne Crettenand le 29 mai 1965 à Martigny, dans le canton du Valais,.
Diplômée de l'École polytechnique fédérale de Lausanne en chimie en 1990, avec une formation postgrade EPF en statistiques en 1992, elle dirige le bureau d’ingénieur-conseil en environnement SEDE SA depuis 1998. Elle est chargée de cours en météorologie et pollution de l’air à la HEIG-VD depuis 2006.
Elle est mère de deux filles. Elle est l'ex-épouse de l'éditeur et écrivain Slobodan Despot,.

## Parcours politique
En 2006, elle est candidate à la municipalité de Vevey, sur une liste commune avec les candidats radicaux Patrick Kohli, Rogero Marinelli et Doris Jaggi. Aucun d'entre eux n'est élu. En 2011, elle est candidate pour le Conseil national.
Le 11 mars 2007, elle est élue députée au Grand Conseil du canton de Vaud. Elle y est réélue en 2012.
Le 5 décembre 2013, elle est élue présidente de la section vaudoise de l'UDC. Elle est la première femme à occuper ce poste,. Le 26 juillet 2015, elle admet avoir enregistré illégalement une séance de travail de la direction du parti en avril 2014,,. Le 13 août 2015, les délégués de la section cantonale votent néanmoins son maintien à la présidence. Elle dépose plainte pour contrainte et l'élu UDC qui avait tenté de la faire chanter en menaçant de divulguer l'enregistrement est condamné avec ses deux complices en juillet 2018.
Le 19 octobre 2015, elle annonce sa démission de la présidence de la section vaudoise de l'UDC pour le 7 janvier 2016. Son successeur est Jacques Nicolet.